# Jun Tamano
Jun Tamano (玉乃 淳, Tamano Jun) est un footballeur japonais né le 19 juin 1984.